# Mercedes GP

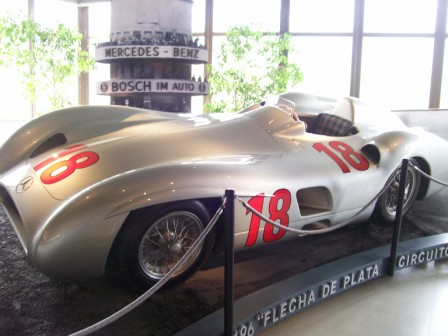
Mercedes W196, Silberpfeil.

Mercedes-Benz is tegenwoordig betrokken bij de Formule 1 als eigenaar van het Mercedes-AMG Petronas F1 Team, met zijn basis in Brackley (Verenigd Koninkrijk) en gebruikmakend van een Duitse licentie. In 2019 heette het team formeel 'Mercedes AMG Petronas Motorsport', vanaf 2020 heet het team 'Mercedes-AMG Petronas Formula One Team'. Het team werd gevormd toen Mercedes-Benz, na vijftien jaar van samenwerking met het team van McLaren, op 16 november 2009 in samenwerking met Aabar Investments PJSC een belang van 75,1 procent (waarvan 25,1 procent in handen van Mercedes-Benz) kocht in het Brawn GP-team.

## Geschiedenis

### Mercedes in de Grand Prix motor racing
Mercedes-Benz nam voorheen deel in de Grand Prix in de jaren 1930, toen de Silberpfeil (Silver arrow) zijn rivaal Auto-Union domineerde.
Mercedes-Benz nam deel als een constructeur in de Formule 1 in de jaren 50, en won het kampioenschap met Juan Manuel Fangio in 1954 en 1955, en negen Formule 1 Grand Prix overwinningen. De autobouwer trok op het einde van het seizoen van 1955 de stekker eruit, omdat op 11 juni 1955 Mercedes coureur Pierre Levegh tijdens de 24 uur van Le Mans om het leven kwam. Daarbij kwamen ook nog eens tachtig toeschouwers om, doordat de auto de tribune in vloog.
Het bedrijf maakte een terugkeer in de sport in 1993 door het officieus helpen van team Sauber met motoren, een partnerschap werd officieel een jaar daarna.
In 1995 werd Mercedes ingeschakeld om 'Ilmor'-motoren te leveren aan het McLaren team en het kocht een minderheidsbelang in het Britse team. McLaren won drie keer een wereldkampioenschap bij de coureurs en twee constructeurskampioenschappen tussen 1995 en 2009. Twee keer met Mika Häkkinen in 1998 en 1999, en in 2008 met Lewis Hamilton. In 2009 begon Mercedes met leveren van extra motoren aan Brawn GP en Force India; (Brawn GP heeft in 2009 beide kampioenschappen gewonnen, het enige seizoen dat het team actief was).

### Pre-Mercedes
Het huidige Mercedes-team kan terug getraceerd worden naar het langlopende Tyrrell Racing-team dat in de Formule 1 streed van 1970 tot 1998. Tyrrell werd British American Racing, dat in 1999 een partnerschap vormde met Honda. Uiteindelijk werd de naam Honda F1-team in 2005. Brawn GP werd gevormd uit de resten van het Honda F1-team na intrekking van de steun van autofabrikant Honda aan het Formule 1-team in december 2008.
Het team werd gekocht door het management van het team zelf en Brawn GP genoemd. Hun associatie met Mercedes begon toen het team op het laatste moment koos voor de Mercedes-Benz High Performance Engines 108W. Mercedes had wel bijzondere bepalingen geëist in verband met de levering van motoren aan McLaren en Force India.
Het team won zijn eerste race op de Australische Grand Prix 2009 met Jenson Button en won daarna zes van hun eerste zeven races en uiteindelijk het wereldkampioenschap. Teamgenoot Rubens Barrichello behaalde een overwinning in Valencia en Italië. Zowel Button als Brawn gingen voor de zege van zowel het coureurs- als het constructeurskampioenschap in de voorlaatste race in Brazilië. Het was de eerste keer in de zestigjarige geschiedenis dat een team beide titels won in zijn eerste seizoen.

## Nieuw begin (2010)

#### Overname Brawn GP
Het gerucht ging al langer dat Daimler AG als moederbedrijf van Mercedes-Benz geïnteresseerd was als partij in de aankoop van het team. Op 16 november 2009 werd, in samenwerking met Aabar Investments, een belang van 75,1 procent (waarvan 25,1% in handen van Mercedes-Benz) gekocht in Brawn GP. Ross Brawn bleef zijn taak als teambaas behouden en het team bleef gebruikmaken haar basis in Brackley, Verenigd Koninkrijk.
Beide rijders van Brawn GP vertrokken; Jenson Button naar McLaren en Rubens Barrichello naar Williams.
De overname van Brawn GP betekende niet, dat Mercedes-Benz geheel stopte als motorleverancier voor McLaren. Het 40%-belang dat Daimler had, werd terugverkocht aan de McLaren Group voor naar verluidt 500 miljoen Britse pond. Een reden voor Mercedes om meer afstand te nemen van McLaren was "vanwege de ambitieuze plannen van McLaren, om wegauto's te bouwen". Mercedes bleef motoren leveren aan McLaren tot en met het seizoen 2014.

#### Nieuwe hoofdsponsor
Op 21 december 2009 werd bekendgemaakt dat Petronas de nieuwe hoofdsponsor van Mercedes GP was geworden. Petronas was eerder sponsor van het BMW Sauber team, dat besloot om na het seizoen 2009 te stoppen in de Formule 1. Petronas was initieel bij het Sauber F1 team betrokken. Het nieuws kwam onverwacht, want er werd verwacht dat Petronas zijn sponsoring bij Sauber zou voortzetten. Daarnaast heeft het Lotus F1 Racing team ook geprobeerd Petronas als sponsor te verwerven vanwege de Maleisische achtergrond van beide bedrijven. Petronas had echter aangekondigd te stoppen met sponsoring in de Formule 1. Het team heette vanaf toen voluit: Mercedes Grand Prix Petronas Formule One Team of afgekort Mercedes GP Petronas F1 Team.

#### Nieuwe beschildering
Op 25 januari 2010 werd in het hoofdkantoor van Mercedes-Benz in Stuttgart de nieuwe reclame beschildering getoond van Mercedes GP. Bij de kleurenstelling werd er teruggegrepen naar het verleden, toen de Silberpfeilen de dienst uitmaakten in de F1.

## Seizoen 2010
Voor het seizoen 2010 werd Nico Rosberg bevestigd als eerste coureur voor het team. Na geruchten werd op 23 december 2009 bevestigd dat Michael Schumacher zijn comeback maakte in de Formule 1. Hierdoor ontstond een volledige Duitse rijdersline-up omdat Nick Heidfeld tot en met de Grand Prix Formule 1 van Hongarije reserve- en testcoureur voor Mercedes GP werd. Schumacher reed zijn laatste race in 2006 en zou in 2009 terugkeren om de geblesseerde Felipe Massa te vervangen bij Ferrari. Vanwege nekproblemen die hij eerder had opgelopen bij een motorrace, kon dit niet doorgaan. In 2010 werd hij herenigd met Ross Brawn met wie hij vele successen bij zowel Benetton als Ferrari behaalde.
Gedurende het seizoen 2010 was het Mercedes GP team niet zo competitief als in het voorgaande seizoen als Brawn GP. De beste resultaten werden behaald door Nico Rosberg door driemaal als derde te eindigen, namelijk in Sepang, Shanghai en Silverstone. Rosberg eindigde uiteindelijk op de zevende plaats in het wereldkampioenschap. Michael Schumacher had een moeizaam jaar. Hij werd verslagen door zijn teamgenoot en voor het eerst sinds zijn debuutseizoen in 1991 wist hij in een seizoen geen enkele race te winnen, op het podium te finishen, pole-position te pakken of de snelste ronde neer te zetten. Wel was Schumacher betrokken bij een controversieel moment tijdens de Grand Prix van Hongarije, waarbij hij zijn voormalige Ferrari teamgenoot Rubens Barrichello bijna tegen de muur aan duwde met een snelheid van 290 km/h. Uiteindelijk eindigde het Mercedes GP team op vierde plaats (achter Ferrari, McLaren en Red Bull Racing)  in het constructeurskampioenschap met 214 punten.

## Seizoen 2011
Op 28 februari 2011 werd bekend dat het team vanaf die dag volledig in handen kwam van Daimler AG en Aabar Investments. De overige 25 procent van de aandelen waren nog in handen van onder andere Ross Brawn en Nick Fry. Zij hebben hun belang dus verkocht, waardoor Daimler AG nu voor 60 procent en Aabar Investments met 40 procent van de aandelen het team bezit.
Voor het seizoen 2011 bleven Rosberg en Schumacher in dienst als coureurs van de nieuwe MGP W02. De nieuwe auto kende een slechte start tijdens de openingsrace in Australië. Beide coureurs vielen tijdens deze race uit. In Maleisië scoorde Schumacher zijn eerste punten van het jaar met een negende plaats. Rosberg eindigde tijdens deze race, met een twaalfde plaats, buiten de punten. In China waren Rosberg en Schumacher in vorm; Rosberg eindigde als vijfde en leidde de race gedurende veertien ronden. Schumacher eindigde op een verdienstelijke achtste plaats. Rosberg herhaalde deze vijfde plaats in Turkije, terwijl in Spanje Schumacher voor zijn teamgenoot eindigde op een zesde plaats.
Tijdens de Grand Prix van Monaco werden er geen punten behaald, maar in Canada evenaarde Schumacher zijn beste finish van het jaar. Hij eindigde wederom als vierde. In Valencia eindigde Rosberg als zevende en Schumacher als 17e nadat hij in aanvaring was gekomen met Vitaly Petrov. In de hierop volgende races in Groot-Brittannië en Duitsland scoorden beide coureurs punten. Als een gevolg van versnellingsbakproblemen viel Schumacher tijdens de Grand Prix van Hongarije uit. Rosberg finishte tijdens deze race op de negende plaats. Tijdens de Belgische Grand Prix werkte Schumacher zich van achteruit het veld naar voren, als gevolg van een verloren wiel in de kwalificatie. Hij eindigde uiteindelijk op de vijfde plaats en Rosberg eindigde met een zesde plaats achter zijn teamgenoot. In de hierop volgende races wist Rosberg (afgezien van een uitvalbeurt in Italië) in iedere race punten te bemachtigen. Schumacher viel na de Grand Prix van België nog tweemaal uit. Uiteindelijk eindigde het team wederom als vierde in het constructeurskampioenschap, al werden er met 165 punten minder punten behaald dan in het voorgaande seizoen. Ook werden er geen overwinningen, podiums en pole-positions behaald.

## Seizoen 2012
Voor het seizoen 2012 werd de naam Mercedes GP veranderd in Mercedes AMG, waardoor de volledige naam van het team  Mercedes AMG Petronas Formula One Team werd. In de Grand Prix van China behaalde Nico Rosberg zijn eerste F1-overwinning en het team de eerste overwinning sinds Juan Manuel Fangio in 1955.

## Seizoen 2013

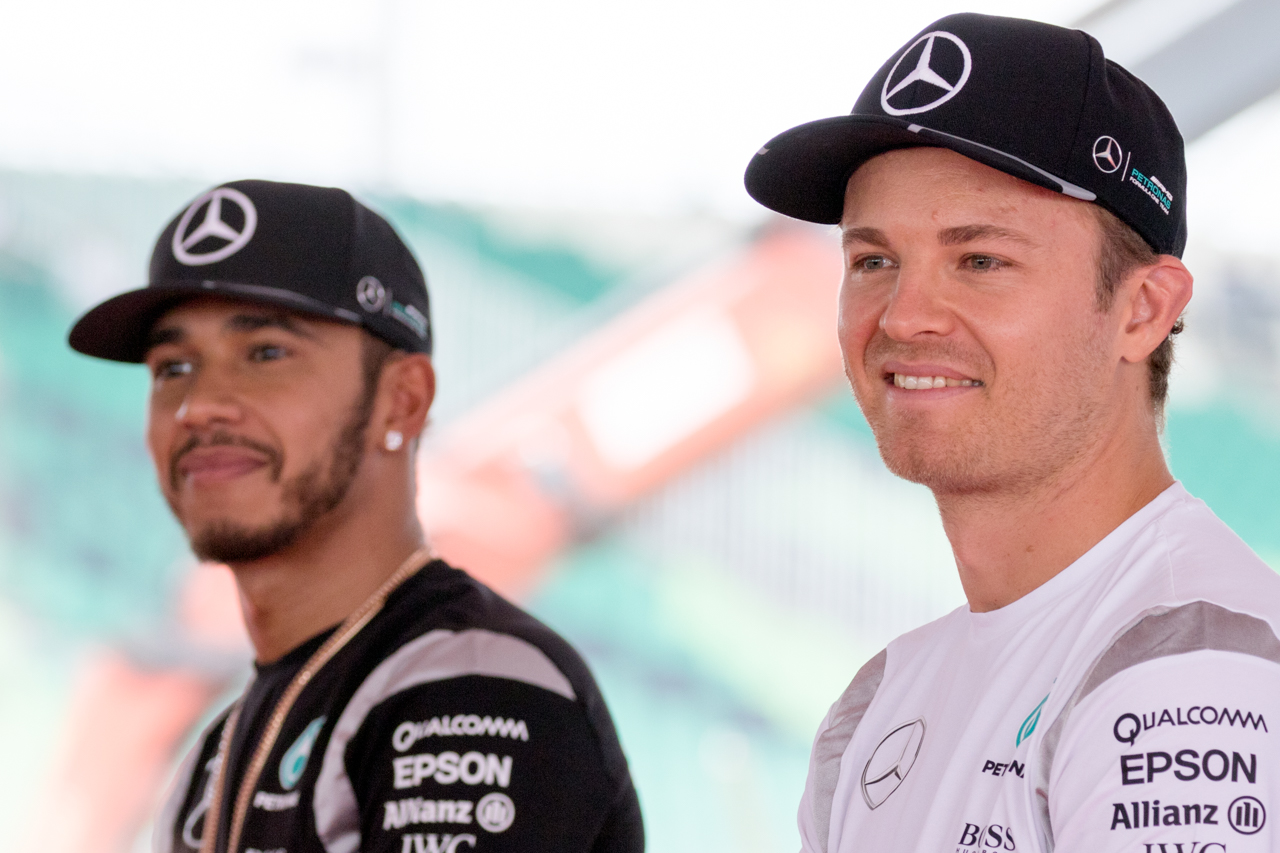
Lewis Hamilton en Nico Rosberg in 2016

Op 28 september 2012 werd bekend dat Lewis Hamilton het team van McLaren aan het einde van het seizoen verlaat en bij Mercedes AMG Michael Schumacher gaat vervangen.
Het seizoen start al goed voor Mercedes. In de eerste grote prijs van het seizoen, kwalificeert Lewis Hamilton zich als derde. Lewis Hamilton eindigt de race dan uiteindelijk als vijfde. Nico Rosberg viel uit door een mechanisch defect. In Maleisië eindigen Lewis Hamilton en Nico Rosberg als derde en vierde, net na de beide Red Bulls.
In China verovert Lewis Hamilton de eerste pole voor Mercedes van 2013 na de pole van Nico Rosberg precies een jaar geleden op hetzelfde circuit.
In de Grote Prijs van Monaco volgt de eerste zege voor het team van het seizoen 2013. Nico Rosberg wint er zijn tweede race in de Formule 1. Later volgden ook nog zeges in de GP van Groot-Brittannië (Rosberg) en Hongarije (Hamilton).

## Seizoen 2014
Het seizoen 2014 was een zeer succesvol jaar voor het Mercedes team met het behalen van zowel het coureurskampioenschap met Lewis Hamilton, als het behalen van het constructeurskampioenschap.

## Seizoen 2015
Het seizoen 2015 was het tweede succesvolle jaar voor Mercedes op rij. Het team pakte ook dit seizoen weer zowel de coureurs als constructeurstitel. Lewis Hamilton pakte de titel en Nico Rosberg werd tweede.

## Seizoen 2016
Het seizoen 2016 was wederom een succesvol jaar voor Mercedes. Ook dit jaar gingen de constructeurs- en coureurstitel naar het team. Met negentien overwinningen en twintig pole positions in een seizoen werden tevens nieuwe records neergezet. Na een spannende eindstrijd werd Nico Rosberg wereldkampioen en Lewis Hamilton werd tweede in het kampioenschap.
Rosberg maakte vijf dagen na het behalen van de wereldtitel bekend dat hij zijn Formule 1-carrière per direct zou beëindigen.

## Seizoen 2017

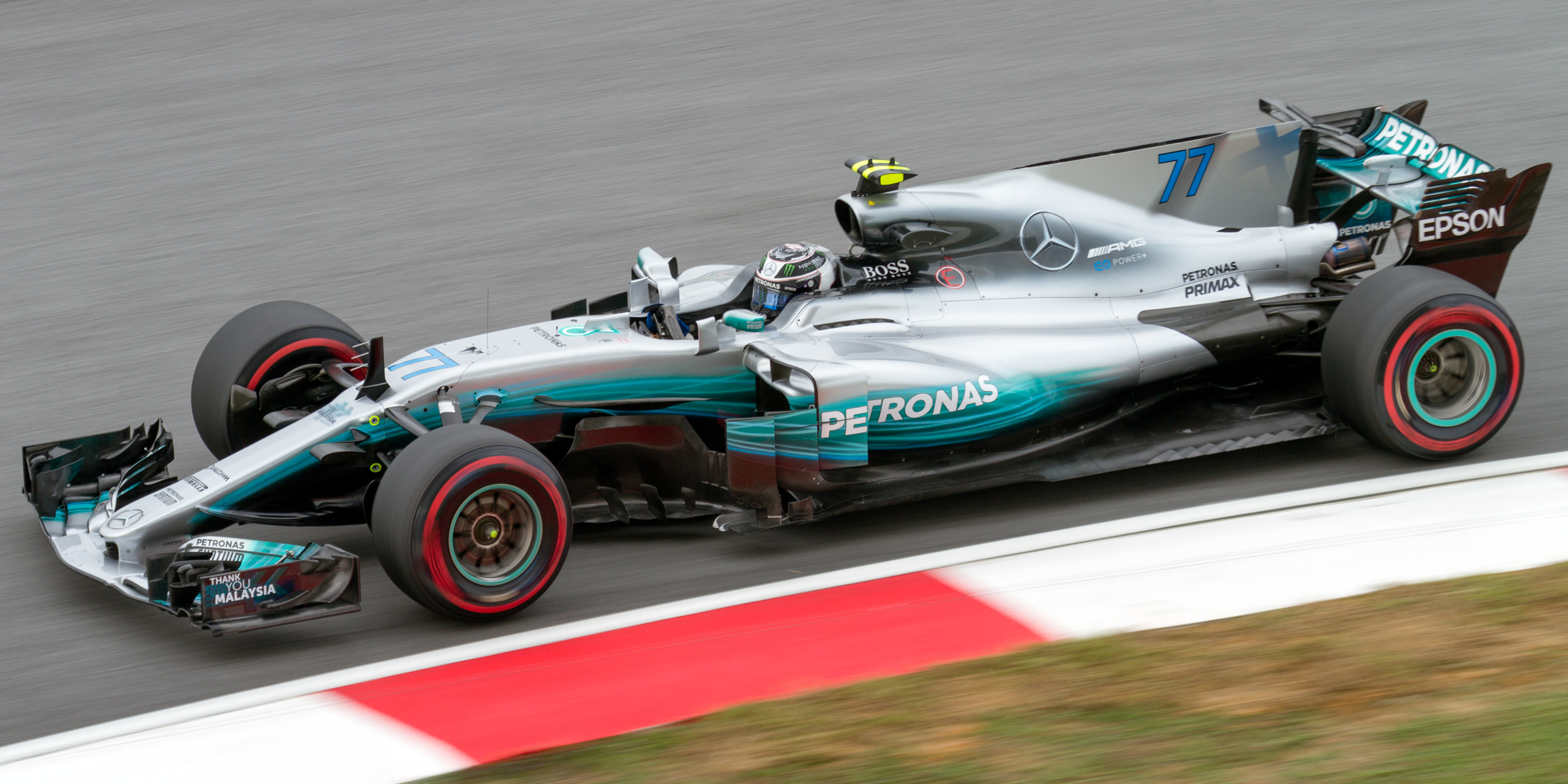
Valtteri Bottas tijdens de tweede vrije training in Maleisië in 2017

Op 16 januari 2017 werd door het team bekendgemaakt dat Valtteri Bottas was aangetrokken als vervanger van Nico Rosberg. Daarnaast werd drie dagen later, op 19 januari 2017, George Russell opgenomen in het Junior Driver Programme.
Na een spannende strijd met Ferrari, behaalde Mercedes voor het vierde opeenvolgende jaar, op 22 oktober 2017, het constructeurskampioenschap met een totaal aantal punten van 668. Een week later mocht ook Lewis Hamilton zijn vierde titel vieren. Hij werd hiermee de eerste viervoudige Britse wereldkampioen. Mercedes behaalde in 2017 12 overwinning in 20 races, 15 pole-position en 4 één-twee's.

## Seizoen 2018
In 2018 rijden wederom Lewis Hamilton en Valtteri Bottas voor Mercedes. Hamilton wist twee races voor het eind van het seizoen tijdens de Grand Prix van Mexico met succes zijn wereldtitel te prolongeren. Tijdens de volgende race, de Grand Prix Formule 1 van Brazilië 2018, werd Mercedes voor het vijfde jaar op rij kampioen bij de constructeurs.

## Seizoen 2019
In 2019 rijden Lewis Hamilton en Valtteri Bottas voor het team. Mercedes schrijft geschiedenis door als eerste team in de eerste 5 races 5 één-twee's te behalen. Vier dagen voor de Grand Prix van Monaco overleed adviseur Niki Lauda. Om Lauda te eren, heeft Mercedes een Mercedes ster op de livery rood gemaakt, als symbool voor Lauda en zijn kenmerkende rode pet.

## Seizoen 2020
In 2020 rijden nog steeds Lewis Hamilton en Valtteri Bottas voor het team. Op 29 juni maakt Mercedes bekend het 2020 seizoen te rijden met een zwarte livery in plaats van de bekende zilveren livery, om zo een statement te maken rondom "Black lives matter". Mercedes is gelijk goed van start en lijkt met de motor weer een enorme voorsprong te hebben op de motoren van Ferrari, Honda en Renault. Een opvallende bijwerking van de gemaakte stappen is een soms plotselinge wolk witte rook. Toto Wolff zegt in het begin van het seizoen dat het Mercedes niet duidelijk is waarom dit gebeurt.
Lewis Hamilton behaalde op 1 november 2020 in de Grand Prix Formule 1 van Emilia-Romagna 2020 de overwinning in de race voor Valtteri Bottas. Door deze overwinning behaalde het Mercedesteam voor de zevende jaar op rij de overwinning in het constructeurskampioenschap.
Op 15 november 2020 behaalde Lewis Hamilton de 94ste overwinning uit zijn carrière in de Grand Prix Formule 1 van Turkije 2020 en behaalde bovendien zijn zevende wereldtitel. Hamilton heeft sindsdien evenveel wereldtitels als Michael Schumacher.

## Seizoen 2024
Lewis Hamilton maakte aan het begin van het seizoen bekend dat hij in 2025 voor Scuderia Ferrari gaat rijden. Zijn vervanger in 2025 wordt de Italiaan Andrea Kimi Antonelli.

## Resultaten
| Kleur  | Resultaat                       |
| ------ | ------------------------------- |
| Goud   | Winnaar                         |
| Zilver | Tweede plaats                   |
| Brons  | Derde plaats                    |
| Groen  | Gefinisht (punten behaald)      |
| Blauw  | Gefinisht (geen punten behaald) |
| Blauw  | Niet geklasseerd (NC)           |
| Paars  | Uitgevallen (DNF)               |
| Rood   | Niet gekwalificeerd (DNQ)       |

| Kleur   | Resultaat                              |
| ------- | -------------------------------------- |
| Zwart   | Gediskwalificeerd (DSQ)                |
| Wit     | Niet gestart (DNS)                     |
| Blanco  | Gewond (INJ)                           |
| Blanco  | Uitgesloten (EX)                       |
| Blanco  | Teruggetrokken (WD) / Niet deelgenomen |
| 1, 2, 3 | Sprint positie (punten behaald)        |
| P       | Poleposition                           |
| S       | Snelste ronde                          |

### 1954 – 1955
| Jaar | Chassis en banden    | Motor                | Coureurs           | 1   | 2      | 3   | 4    | 5    | 6   | 7    | 8   | 9   | Punten | WK-plaats |
| ---- | -------------------- | -------------------- | ------------------ | --- | ------ | --- | ---- | ---- | --- | ---- | --- | --- | ------ | --------- |
| 1954 | Mercedes-Benz W196 C | Mercedes-Benz 2.5 L8 |                    | ARG | 500    | BEL | FRA  | GBR  | DUI | ZWI  | ITA | SPA | -ǂ     | -ǂ        |
| 1954 | Mercedes-Benz W196 C | Mercedes-Benz 2.5 L8 | Juan Manuel Fangio |     |        |     | 1P   | 4PS0 | 1P  | 1S   | 1P  | 3   | -ǂ     | -ǂ        |
| 1954 | Mercedes-Benz W196 C | Mercedes-Benz 2.5 L8 | Karl Kling         |     |        |     | 2    | 7    | 4S  | DNF  | DNF | 5   | -ǂ     | -ǂ        |
| 1954 | Mercedes-Benz W196 C | Mercedes-Benz 2.5 L8 | Hans Herrmann      |     |        |     | DNFS |      | DNF | 3    | 4   | DNF | -ǂ     | -ǂ        |
| 1954 | Mercedes-Benz W196 C | Mercedes-Benz 2.5 L8 | Hermann Lang       |     |        |     |      |      | DNF |      |     |     | -ǂ     | -ǂ        |
| 1955 | Mercedes-Benz W196 C | Mercedes-Benz 2.5 L8 |                    | ARG | MON    | 500 | BEL  | NED  | GBR | ITA  |     |     | -ǂ     | -ǂ        |
| 1955 | Mercedes-Benz W196 C | Mercedes-Benz 2.5 L8 | Juan Manuel Fangio | 1S  | DNFPS0 |     | 1S   | 1P   | 2   | 1P   |     |     | -ǂ     | -ǂ        |
| 1955 | Mercedes-Benz W196 C | Mercedes-Benz 2.5 L8 | Karl Kling         | 4†  |        |     | DNF  | DNF  | 3   | DNF  |     |     | -ǂ     | -ǂ        |
| 1955 | Mercedes-Benz W196 C | Mercedes-Benz 2.5 L8 | Hans Herrmann      | 4†  | DNQ    |     |      |      |     |      |     |     | -ǂ     | -ǂ        |
| 1955 | Mercedes-Benz W196 C | Mercedes-Benz 2.5 L8 | Stirling Moss      | 4†  | 9      |     | 2    | 2    | 1PS | DNFS |     |     | -ǂ     | -ǂ        |
| 1955 | Mercedes-Benz W196 C | Mercedes-Benz 2.5 L8 | André Simon        |     | DNF    |     |      |      |     |      |     |     | -ǂ     | -ǂ        |
| 1955 | Mercedes-Benz W196 C | Mercedes-Benz 2.5 L8 | Piero Taruffi      |     |        |     |      |      | 4   | 2    |     |     | -ǂ     | -ǂ        |
| Jaar | Chassis en banden    | Motor                | Coureurs           | 1   | 2      | 3   | 4    | 5    | 6   | 7    | 8   | 9   | Punten | WK-plaats |

- ǂ Constructeurs' kampioenschap bestond niet voor 1958.
- † Deze coureurs deelden een auto.

Tussen 1956 en 2009 nam Mercedes niet deel aan het kampioenschap als constructeur.

### 2010 – 2019
| Jaar | Chassis en banden               | Motor                                | Coureurs           | 1    | 2   | 3   | 4   | 5    | 6   | 7   | 8   | 9    | 10  | 11  | 12  | 13  | 14  | 15   | 16   | 17  | 18  | 19  | 20   | 21  | Punten | WK-plaats |
| ---- | ------------------------------- | ------------------------------------ | ------------------ | ---- | --- | --- | --- | ---- | --- | --- | --- | ---- | --- | --- | --- | --- | --- | ---- | ---- | --- | --- | --- | ---- | --- | ------ | --------- |
| 2010 | Mercedes MGP W01 B              | Mercedes-Benz FO 108X 2.4 V8         |                    | BHR  | AUS | MAL | CHN | SPA  | MON | TUR | CAN | EUR  | GBR | DUI | HON | BEL | ITA | SIN  | JPN  | KOR | BRA | ABU |      |     | 214    | 4         |
| 2010 | Mercedes MGP W01 B              | Mercedes-Benz FO 108X 2.4 V8         | Michael Schumacher | 6    | 10  | DNF | 10  | 4    | 12  | 4   | 11  | 15   | 9   | 9   | 11  | 7   | 9   | 13   | 6    | 4   | 7   | DNF |      |     | 214    | 4         |
| 2010 | Mercedes MGP W01 B              | Mercedes-Benz FO 108X 2.4 V8         | Nico Rosberg       | 5    | 5   | 3   | 3   | 13   | 7   | 5   | 6   | 10   | 3   | 8   | DNF | 6   | 5   | 5    | 17   | DNF | 6   | 4   |      |     | 214    | 4         |
| 2011 | Mercedes MGP W02 P              | Mercedes-Benz FO 108Y 2.4 V8         |                    | AUS  | MAL | CHN | TUR | SPA  | MON | CAN | EUR | GBR  | DUI | HON | BEL | ITA | SIN | JPN  | KOR  | IND | ABU | BRA |      |     | 165    | 4         |
| 2011 | Mercedes MGP W02 P              | Mercedes-Benz FO 108Y 2.4 V8         | Michael Schumacher | DNF  | 9   | 8   | 12  | 6    | DNF | 4   | 17  | 9    | 8   | DNF | 5   | 5   | DNF | 6    | DNF  | 5   | 7   | 15  |      |     | 165    | 4         |
| 2011 | Mercedes MGP W02 P              | Mercedes-Benz FO 108Y 2.4 V8         | Nico Rosberg       | DNF  | 12  | 5   | 5   | 7    | 11  | 11  | 7   | 6    | 7   | 9   | 6   | DNF | 7   | 10   | 8    | 6   | 6   | 7   |      |     | 165    | 4         |
| 2012 | Mercedes F1 W03 P               | Mercedes-Benz FO 108Z V8             |                    | AUS  | MAL | CHN | BHR | SPA  | MON | CAN | EUR | GBR  | DUI | HON | BEL | ITA | SIN | JPN  | KOR  | IND | ABU | VST | BRA  |     | 142    | 5         |
| 2012 | Mercedes F1 W03 P               | Mercedes-Benz FO 108Z V8             | Michael Schumacher | DNF  | 10  | DNF | 10  | DNF  | DNF | DNF | 3   | 7    | 7S  | DNF | 7   | 6   | DNF | 11   | 13   | 22  | 11  | 16  | 7    |     | 142    | 5         |
| 2012 | Mercedes F1 W03 P               | Mercedes-Benz FO 108Z V8             | Nico Rosberg       | 12   | 13  | 1P  | 5   | 7    | 2   | 6   | 6S  | 15   | 10  | 10  | 11  | 7S  | 5   | DNF  | DNF  | 11  | DNF | 13  | 15   |     | 142    | 5         |
| 2013 | Mercedes F1 W04 P               | Mercedes-Benz FO 108Z V8             |                    | AUS  | MAL | CHN | BHR | SPA  | MON | CAN | GBR | DUI  | HON | BEL | ITA | SIN | KOR | JPN  | IND  | ABU | VST | BRA |      |     | 360    | Zilver    |
| 2013 | Mercedes F1 W04 P               | Mercedes-Benz FO 108Z V8             | Nico Rosberg       | DNF  | 4   | DNF | 9P  | 4P   | 1P  | 5   | 1   | 9    | DNF | 4   | 6   | 4   | 7   | 8    | 2    | 3   | 9   | 5   |      |     | 360    | Zilver    |
| 2013 | Mercedes F1 W04 P               | Mercedes-Benz FO 108Z V8             | Lewis Hamilton     | 5    | 3   | 3P  | 5   | 12   | 4   | 3   | 4P  | 5P   | 1P  | 3P  | 9S  | 5   | 5   | DNF  | 6    | 7   | 4   | 9   |      |     | 360    | Zilver    |
| 2014 | Mercedes F1 W05 Hybrid P        | Mercedes-Benz PU106A Hybrid V6 Turbo |                    | AUS  | MAL | BHR | CHN | SPA  | MON | CAN | AUT | GBR  | DUI | HON | BEL | ITA | SIN | JPN  | RUS  | VST | BRA | ABU |      |     | 701    | Goud      |
| 2014 | Mercedes F1 W05 Hybrid P        | Mercedes-Benz PU106A Hybrid V6 Turbo | Lewis Hamilton     | DNFP | 1PS | 1   | 1P  | 1P   | 2   | DNF | 2   | 1S   | 3S  | 3   | DNF | 1PS | 1PS | 1S   | 1P   | 1   | 2S  | 1   |      |     | 701    | Goud      |
| 2014 | Mercedes F1 W05 Hybrid P        | Mercedes-Benz PU106A Hybrid V6 Turbo | Nico Rosberg       | 1S   | 2   | 2PS | 2S  | 2    | 1P  | 2P  | 1   | DNFP | 1P  | 4PS | 2PS | 2   | DNF | 2P   | 2    | 2P  | 1P  | 14P |      |     | 701    | Goud      |
| 2015 | Mercedes F1 W06 Hybrid P        | Mercedes-Benz PU106B Hybrid V6 Turbo |                    | AUS  | MAL | CHN | BHR | SPA  | MON | CAN | AUT | GBR  | HON | BEL | ITA | SIN | JPN | RUS  | VST  | MEX | BRA | ABU |      |     | 703    | Goud      |
| 2015 | Mercedes F1 W06 Hybrid P        | Mercedes-Benz PU106B Hybrid V6 Turbo | Lewis Hamilton     | 1PS  | 2P  | 1PS | 1P  | 2S   | 3P  | 1P  | 2P  | 1PS  | 6P  | 1P  | 1PS | DNF | 1S  | 1    | 1    | 2   | 2S  | 2S  |      |     | 703    | Goud      |
| 2015 | Mercedes F1 W06 Hybrid P        | Mercedes-Benz PU106B Hybrid V6 Turbo | Nico Rosberg       | 2    | 3S  | 2   | 3   | 1P   | 1   | 2   | 1S  | 2    | 8   | 2S  | 17  | 4   | 2P  | DNFP | 2PS  | 1PS | 1P  | 1P  |      |     | 703    | Goud      |
| 2016 | Mercedes F1 W07 Hybrid P        | Mercedes-Benz PU106C Hybrid V6 Turbo |                    | AUS  | BHR | CHN | RUS | SPA  | MON | CAN | EUR | AUT  | GBR | HON | DUI | BEL | ITA | SIN  | MAL  | JPN | VST | MEX | BRA  | ABU | 765    | Goud      |
| 2016 | Mercedes F1 W07 Hybrid P        | Mercedes-Benz PU106C Hybrid V6 Turbo | Lewis Hamilton     | 2P   | 3P  | 7   | 2   | DNFP | 1S  | 1P  | 5   | 1PS  | 1P  | 1   | 1   | 3S  | 2P  | 3    | DNFP | 3   | 1P  | 1P  | 1P   | 1P  | 765    | Goud      |
| 2016 | Mercedes F1 W07 Hybrid P        | Mercedes-Benz PU106C Hybrid V6 Turbo | Nico Rosberg       | 1    | 1S  | 1P  | 1PS | DNF  | 7   | 5S  | 1PS | 4    | 3S  | 2P  | 4P  | 1P  | 1   | 1P   | 3S   | 1P  | 2   | 2   | 2    | 2   | 765    | Goud      |
| 2017 | Mercedes F1 W08 EQ Power+ P     | Mercedes-Benz M08 EQ Power+          |                    | AUS  | CHN | BHR | RUS | SPA  | MON | CAN | AZE | OOS  | GBR | HON | BEL | ITA | SIN | MAL  | JPN  | VST | MEX | BRA | ABU  |     | 668    | Goud      |
| 2017 | Mercedes F1 W08 EQ Power+ P     | Mercedes-Benz M08 EQ Power+          | Lewis Hamilton     | 2P   | 1PS | 2S  | 4   | 1PS  | 7   | 1PS | 5P  | 4S   | 1PS | 4   | 1P  | 1P  | 1S  | 2P   | 1P   | 1P  | 9   | 4   | 2    |     | 668    | Goud      |
| 2017 | Mercedes F1 W08 EQ Power+ P     | Mercedes-Benz M08 EQ Power+          | Valtteri Bottas    | 3    | 6   | 3P  | 1   | DNF  | 4   | 2   | 2   | 1P   | 2   | 3   | 5   | 2   | 3   | 5    | 4S   | 5   | 2   | 2P  | 1PS  |     | 668    | Goud      |
| 2018 | Mercedes F1 W09 EQ Power+ P     | Mercedes-Benz M09 EQ Power+          |                    | AUS  | BHR | CHN | AZE | SPA  | MON | CAN | FRA | OOS  | GBR | DUI | HON | BEL | ITA | SIN  | RUS  | JPN | VST | MEX | BRA  | ABU | 655    | Goud      |
| 2018 | Mercedes F1 W09 EQ Power+ P     | Mercedes-Benz M09 EQ Power+          | Lewis Hamilton     | 2P   | 3   | 4   | 1   | 1P   | 3   | 5   | 1P  | DNF  | 2P  | 1S  | 1P  | 2P  | 1S  | 1P   | 1    | 1P  | 3PS | 4   | 1P   | 1P  | 655    | Goud      |
| 2018 | Mercedes F1 W09 EQ Power+ P     | Mercedes-Benz M09 EQ Power+          | Valtteri Bottas    | 8    | 2S  | 2   | 14S | 2    | 5   | 2   | 7S  | DNFP | 4   | 2   | 5   | 4S  | 3   | 4    | 2PS  | 2   | 5   | 5S  | 5S   | 5   | 655    | Goud      |
| 2019 | Mercedes AMG F1 W10 EQ Power+ P | Mercedes-AMG F1 M10 EQ Power+        |                    | AUS  | BHR | CHN | AZE | SPA  | MON | CAN | FRA | OOS  | GBR | DUI | HON | BEL | ITA | SIN  | RUS  | JPN | MEX | VST | BRA  | ABU | 739    | Goud      |
| 2019 | Mercedes AMG F1 W10 EQ Power+ P | Mercedes-AMG F1 M10 EQ Power+        | Lewis Hamilton     | 2P   | 1   | 1   | 2   | 1S   | 1P  | 1   | 1P  | 5    | 1S  | 9P  | 1   | 2   | 3S  | 4    | 1S   | 3S  | 1   | 2   | 7    | 1PS | 739    | Goud      |
| 2019 | Mercedes AMG F1 W10 EQ Power+ P | Mercedes-AMG F1 M10 EQ Power+        | Valtteri Bottas    | 1S   | 2   | 2P  | 1P  | 2P   | 3   | 4S  | 2   | 3    | 2P  | DNF | 8   | 3   | 2   | 5    | 2    | 1   | 3   | 1P  | DNFS | 4   | 739    | Goud      |
| Jaar | Chassi en banden                | Motor                                | Coureurs           | 1    | 2   | 3   | 4   | 5    | 6   | 7   | 8   | 9    | 10  | 11  | 12  | 13  | 14  | 15   | 16   | 17  | 18  | 19  | 20   | 21  | Punten | WK-plaats |

### 2020 – heden
| Jaar | Chassis en banden                    | Motor                                         | Coureurs        | 1   | 2   | 3   | 4   | 5   | 6   | 7   | 8   | 9   | 10  | 11  | 12   | 13  | 14  | 15  | 16  | 17   | 18   | 19   | 20   | 21  | 22  | 23  | 24  | Punten | WK-plaats |
| ---- | ------------------------------------ | --------------------------------------------- | --------------- | --- | --- | --- | --- | --- | --- | --- | --- | --- | --- | --- | ---- | --- | --- | --- | --- | ---- | ---- | ---- | ---- | --- | --- | --- | --- | ------ | --------- |
| 2020 | Mercedes AMG F1 W11 EQ Performance P | Mercedes F1 M11 EQ Performance V6             |                 | OOS | STI | HON | GBR | 70J | SPA | BEL | ITA | TOS | RUS | EIF | POR  | EMI | TUR | BHR | SAK | ABU  |      |      |      |     |     |     |     | 573    | Goud      |
| 2020 | Mercedes AMG F1 W11 EQ Performance P | Mercedes F1 M11 EQ Performance V6             | Lewis Hamilton  | 4   | 1P  | 1PS | 1P  | 2S  | 1P  | 1P  | 7PS | 1PS | 3P  | 1P  | 1PS  | 1P  | 1   | 1P  |     | 3    |      |      |      |     |     |     |     | 573    | Goud      |
| 2020 | Mercedes AMG F1 W11 EQ Performance P | Mercedes F1 M11 EQ Performance V6             | George Russell  |     |     |     |     |     |     |     |     |     |     |     |      |     |     |     | 9S  |      |      |      |      |     |     |     |     | 573    | Goud      |
| 2020 | Mercedes AMG F1 W11 EQ Performance P | Mercedes F1 M11 EQ Performance V6             | Valtteri Bottas | 1P  | 2   | 3   | 11  | 3P  | 3S  | 2   | 5   | 2   | 1S  | DNF | 2    | 2S  | 14  | 8   | 8P  | 2    |      |      |      |     |     |     |     | 573    | Goud      |
| 2021 | Mercedes AMG F1 W12 E Performance P  | Mercedes-AMG F1 M12 E Performance V6          |                 | BHR | EMI | POR | SPA | MON | AZE | FRA | STI | OOS | GBR | HON | BEL‡ | NED | ITA | RUS | TUR | VST  | MXS  | SAP  | QAT  | SAR | ABU |     |     | 613½   | Goud      |
| 2021 | Mercedes AMG F1 W12 E Performance P  | Mercedes-AMG F1 M12 E Performance V6          | Lewis Hamilton  | 1   | 2PS | 1   | 1P  | 7S  | 15  | 2   | 2S  | 4   | *21 | 2P  | 3    | 2S  | DNF | 1   | 5   | 2S   | 2    | 1    | 1P   | 1PS | 2   |     |     | 613½   | Goud      |
| 2021 | Mercedes AMG F1 W12 E Performance P  | Mercedes-AMG F1 M12 E Performance V6          | Valtteri Bottas | 3S  | DNF | 3PS | 3   | DNF | 12  | 4   | 3   | 2   | *3  | DNF | 12   | 3   | *13 | 5   | 1PS | 6    | 15PS | *13P | DNF  | 3   | 6   |     |     | 613½   | Goud      |
| 2022 | Mercedes AMG W13 P                   | Mercedes-AMG F1 M13 E Performance V6          |                 | BHR | SAR | AUS | EMI | MIA | SPA | MON | AZE | CAN | GBR | OOS | FRA  | HON | BEL | NED | ITA | SIN  | JPN  | VST  | MXS  | SAP | ABU |     |     | 515    | Brons     |
| 2022 | Mercedes AMG W13 P                   | Mercedes-AMG F1 M13 E Performance V6          | Lewis Hamilton  | 3   | 10  | 4   | 13  | 6   | 5   | 8   | 4   | 3   | 3S  | 83  | 2    | 2S  | DNF | 4   | 5   | 9    | 5    | 2    | 2    | 32  | 18† |     |     | 515    | Brons     |
| 2022 | Mercedes AMG W13 P                   | Mercedes-AMG F1 M13 E Performance V6          | George Russell  | 4   | 5   | 3   | 4   | 5   | 3   | 5   | 3   | 4   | DNF | 4   | 3    | 3P  | 4   | 2   | 3   | 14S  | 8    | 5S   | 4S   | 1S  | 5   |     |     | 515    | Brons     |
| 2023 | Mercedes AMG W14 P                   | Mercedes-AMG F1 M14 E Performance V6          |                 | BHR | SAR | AUS | AZE | MIA | MON | SPA | CAN | OOS | GBR | HON | BEL  | NED | ITA | SIN | JPN | QAT  | VST  | MXS  | SAP  | LSV | ABU |     |     | 409    | Zilver    |
| 2023 | Mercedes AMG W14 P                   | Mercedes-AMG F1 M14 E Performance V6          | Lewis Hamilton  | 5   | 5   | 2   | 76  | 6   | 4S  | 2   | 3   | 8   | 3   | 4P  | 74S  | 6   | 6   | 3S  | 5   | 5DNF | 2DSQ | 2S   | 78   | 7   | 9   |     |     | 409    | Zilver    |
| 2023 | Mercedes AMG W14 P                   | Mercedes-AMG F1 M14 E Performance V6          | George Russell  | 7   | 4   | DNF | 48S | 4   | 5   | 3   | DNF | 87  | 5   | 6   | 86   | 17  | 5   | 16† | 7   | 4    | 85   | 6    | 4DNF | 8   | 3   |     |     | 409    | Zilver    |
| 2024 | Mercedes AMG W15 P                   | Mercedes-AMG F1 M15 E Performance V6          |                 | BHR | SAR | AUS | JPN | CHN | MIA | EMI | MON | CAN | SPA | OOS | GBR  | HON | BEL | NED | ITA | AZE  | SIN  | VST  | MXS  | SAP | LSV | QAT | ABU | 468    | 4         |
| 2024 | Mercedes AMG W15 P                   | Mercedes-AMG F1 M15 E Performance V6          | Lewis Hamilton  | 7   | 9   | DNF | 9   | 29  | 6   | 6   | 7S  | 4S  | 3   | 64  | 1    | 3   | 1   | 8   | 5   | 9    | 6    | 6DNF | 4    | 10  | 2   | 612 | 4   | 468    | 4         |
| 2024 | Mercedes AMG W15 P                   | Mercedes-AMG F1 M15 E Performance V6          | George Russell  | 5   | 6   | 17† | 7   | 86  | 8   | 7S  | 5   | 3P  | 4   | 41  | DNFP | 8S  | DSQ | 7   | 7   | 3    | 4    | 56   | 5    | 64  | 1P  | 34P | 5   | 468    | 4         |
| 2025 | Mercedes AMG W16 P                   | Mercedes-AMG F1 M16 TurboMax E Performance V6 |                 | AUS | CHN | JPN | BHR | SAR | MIA | EMI | MON | SPA | CAN | OOS | GBR  | BEL | HON | NED | ITA | AZE  | SIN  | VST  | MXS  | SAP | LSV | QAT | ABU | 236*   | 3*        |
| 2025 | Mercedes AMG W16 P                   | Mercedes-AMG F1 M16 TurboMax E Performance V6 | George Russell  | 3   | 43  | 5   | 2   | 5   | 43  | 7   | 11  | 4   | 1PS | 5   | 10   | 5   | 3S  |     |     |      |      |      |      |     |     |     |     | 236*   | 3*        |
| 2025 | Mercedes AMG W16 P                   | Mercedes-AMG F1 M16 TurboMax E Performance V6 | Kimi Antonelli  | 4   | 76  | 6S  | 11  | 6   | 76  | DNF | 18  | DNF | 3   | DNF | DNF  | 16S | 10  |     |     |      |      |      |      |     |     |     |     | 236*   | 3*        |
| Jaar | Chassis en banden                    | Motor                                         | Coureurs        | 1   | 2   | 3   | 4   | 5   | 6   | 7   | 8   | 9   | 10  | 11  | 12   | 13  | 14  | 15  | 16  | 17   | 18   | 19   | 20   | 21  | 22  | 23  | 24  | Punten | WK-plaats |

‡ — Halve punten werden toegekend tijdens de GP van België 2021 omdat er minder dan 75% van de wedstrijd was afgelegd door hevige regenval.

† — Coureur is niet gefinisht in de GP, maar heeft wel 90% van de race-afstand afgelegd, waardoor hij als geklasseerd genoteerd staat.

* — Seizoen loopt nog.